# دیوید لوپز (بازیکن فوتبال، زاده ۱۹۸۲)
دیوید لوپز (انگلیسی: David López؛ زادهٔ ۱۰ سپتامبر ۱۹۸۲) بازیکن فوتبال اهل اسپانیا است.
از باشگاه‌هایی که در آن بازی کرده‌است می‌توان به باشگاه فوتبال لوگو، باشگاه فوتبال اوئسکا، باشگاه فوتبال اتلتیک بیلبائو، باشگاه فوتبال اوساسونا، و باشگاه فوتبال برایتون اند هوو آلبیون اشاره کرد.